# Падерно-д'Адда
Падерно-д'Адда (італ. Paderno d'Adda) — муніципалітет в Італії, у регіоні Ломбардія,  провінція Лекко.
Падерно-д'Адда розташоване на відстані близько 490 км на північний захід від Рима, 32 км на північний схід від Мілана, 19 км на південь від Лекко.
Населення — 3927 осіб (2014).

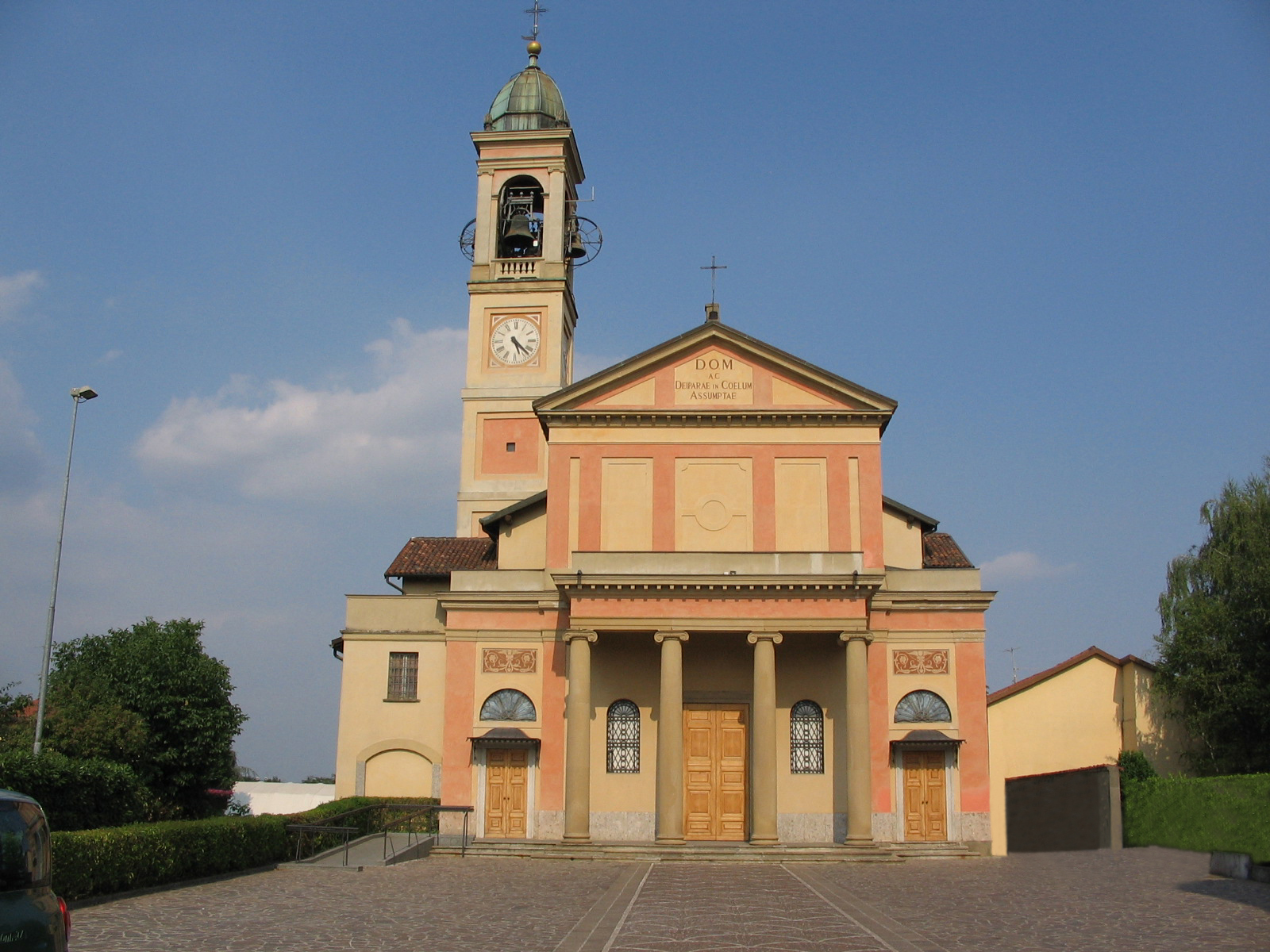

Щорічний фестиваль відбувається 15 серпня. Покровителька — Богородиця Небовзята.

## Демографія
Населення за роками:

Станом на 1 січня 2023 року в муніципалітеті офіційно проживало 416 іноземців з 47 країн, серед них 81 громадянин країн Євросоюзу та 19 громадян України.

## Сусідні муніципалітети
- Калуско-д'Адда
- Корнате-д'Адда
- Медолаго
- Робб'яте
- Вердеріо-Суперіоре